# Eastend
Eastend es un pueblo canadiense situado en la provincia de Saskatchewan.

## Superficie
Eastend tiene una superficie de 2,61 km².

## Demografía
En 2021, tenía 607 habitantes, una densidad poblacional de 232,5 hab./km², y 335 viviendas.